# Bäckängsmon
Bäckängsmon är ett naturreservat i Kinda kommun i Östergötlands län.
Området är naturskyddat sedan 2006 och är 15 hektar stort. Reservatet omfattar höjden Bäckängsmon och består av naturskogsartad barrskog med höga talar och granar.